# UNVRS
[UNVRS] es la discoteca más grande del mundo, según el libro Guinness de los récords, con una capacidad de 10 000 personas. Ostenta este lugar un puesto por encima a Thamesis (Redován) . Se encuentra no muy lejos de San Rafael, Ibiza, España, a menos de 1 km de la discoteca Amnesia. 

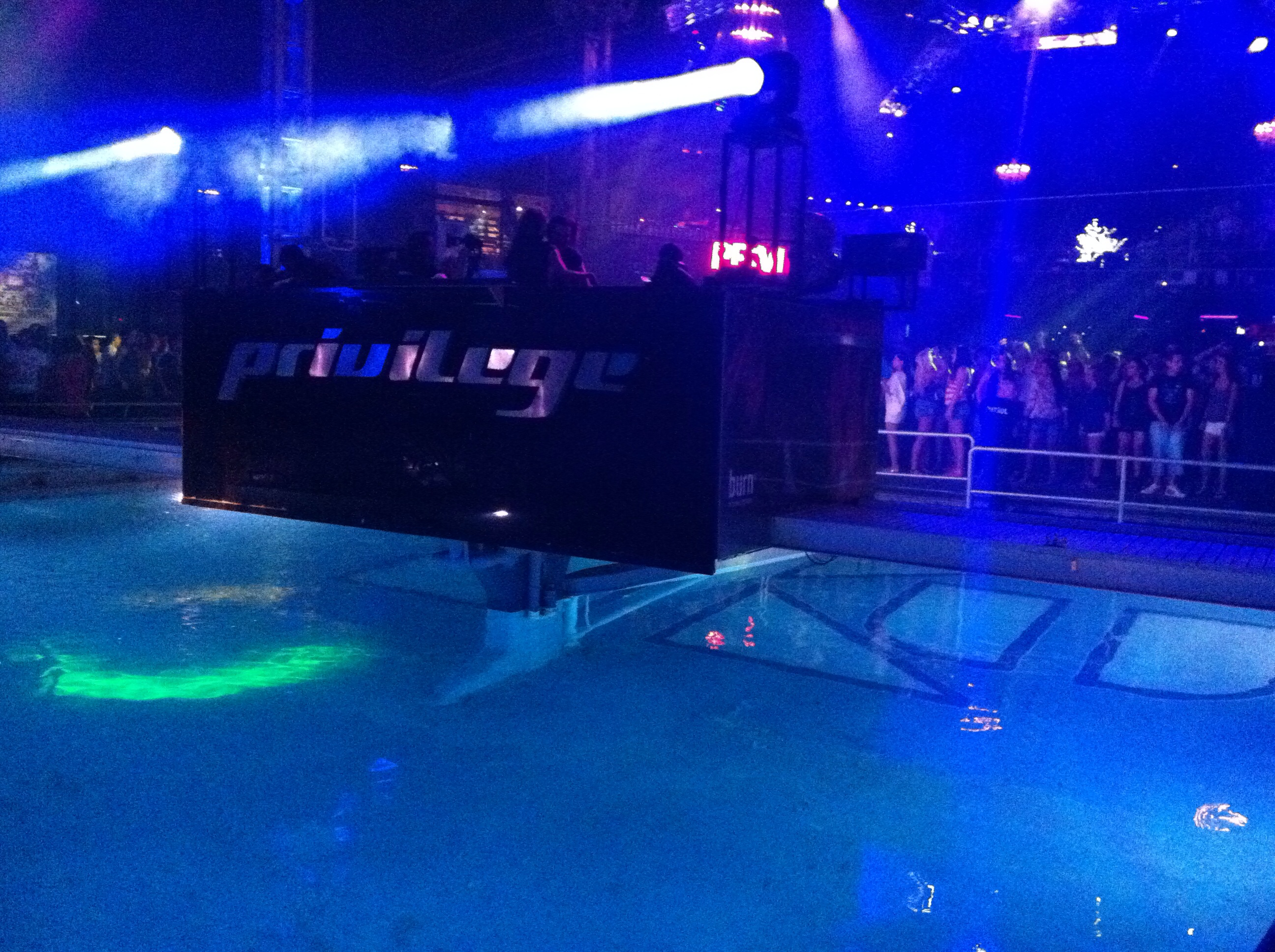
Cabina principal sobre la piscina interior.

Entre 1979 y 1995 se denominó Ku Club y, posteriormente, pasó a denominarse Privilege Ibiza. Permaneció cerrada desde el fin de la temporada de 2019. En agosto de 2024, se anunció que en el verano de 2025 volverá a abrir bajo el nombre de [UNVRS].

## Historia
La historia comenzó a principios de los años 70 bajo el nombre de Club San Rafael, una piscina comunitaria con un pequeño bar donde los lugareños se codeaban con gente cosmopolita de todo tipo. En 1979, el local fue vendido al futbolista José Antonio Santamaría, que cambió su nombre a KU. En la discoteca se filmó el mítico vídeo para los Juegos Olímpicos de Barcelona 1992 de Freddie Mercury y Montserrat Caballé, el 29 de mayo de 1987. A mediados de los 90 el club dio su siguiente gran salto histórico, bajo la nueva propiedad de José María Echaniz, que marcó el inicio de Privilege como club interior y el final de la experiencia de discotecas al aire libre que fue KU.
En 1995 con la llegada de una nueva ley que prohibía las discotecas al aire libre, se reformó y pasó a llamarse Privilege Ibiza. Contaba con un techo a 25 metros de altura, una piscina bajo la cabina del DJ y tres espacios principales así como con jardines y terrazas al aire libre.
Permaneció cerrada desde el fin de la temporada de 2019. En 2022, Grupo Empresas Matutes confirmó que había comprado la discoteca Privilege. En agosto de 2024, se anunció que en el verano de 2025 volverá a abrir bajo el nombre de [UNVRS], pronunciado Universe, el primer hyperclub (por definición, un club que mezcla la magnitud de las grandes arenas con la excelencia de las discotecas) del mundo. Todo ello tras unas extensas obras de remodelación, bajo la propiedad total de Abel Matutes y bajo el control de The Night League, la empresa propietaria de los reconocidos Hï Ibiza, Ushuaïa Ibiza y Playa Soleil.